# Vlag van Ohey
De vlag van Ohey is op 13 september 1990 bij raadsbesluit vastgesteld als de vlag van de Naamse gemeente Ohey. De vlag kan als volgt worden beschreven:
Geel met drie rode paardenkammen geplaatst met 2 en 1.
De vlag werd pas op 18 december 1991 bevestigd door de Franse Gemeenschapsregering. De vlag is volledig gebaseerd op het gemeentewapen en ziet er dus helemaal hetzelfde uit.